# Hoep-Noord
Hoep-Noord is een nieuwbouwwijk van Schagen in de Nederlandse provincie Noord-Holland. Het is gelegen aan de oostkant van Schagen, tussen het stadscentrum en de provinciale weg 241. Ten zuiden van de wijk ligt Hoep-Zuid en ten noorden Nes-Noord. De wijk is gebouwd in 2005. In de wijk bevinden zich onder andere het verzorgingstehuis "De Bron" en verschillende speeltuinen.
De straatnamen in deze wijk hebben te maken met water; namen als de Spreng, Vliedlaan en Kogerlaan, Kreek en het Zwin verwijzen naar water. 